# Llista de topònims de la Riba
Llista de topònims (noms propis de lloc) del municipi de la Riba, a l'Alt Camp
Informació actualitzada per un bot. Els canvis manuals es perdran quan s'actualitzi!

## cabana
| imatge | Nom                  | Ubicat a | instància de | Detalls | coordenades                                                         | Protecció | Commons (més fotos) | Dades a WD                    |
| ------ | -------------------- | -------- | ------------ | ------- | ------------------------------------------------------------------- | --------- | ------------------- | ----------------------------- |
|        | corral de Marc       | la Riba  | cabana       |         | 41° 18′ 01″ N, 1° 10′ 50″ E / 41.3003745388557°N,1.18050331221709°E |           |                     | Modifica les dades a Wikidata |
|        | corral de l'Annet    | la Riba  | cabana       |         | 41° 18′ 31″ N, 1° 10′ 28″ E / 41.3085663366425°N,1.17451778644638°E |           |                     | Modifica les dades a Wikidata |
|        | corral del Bresca    | la Riba  | cabana       |         | 41° 18′ 35″ N, 1° 10′ 16″ E / 41.3095911631493°N,1.17098910895601°E |           |                     | Modifica les dades a Wikidata |
|        | era del Puig de Marc | la Riba  | cabana       |         | 41° 18′ 13″ N, 1° 09′ 50″ E / 41.3037424600408°N,1.16400972772311°E |           |                     | Modifica les dades a Wikidata |

## cova
| imatge | Nom               | Ubicat a | instància de | Detalls | coordenades                                                         | Protecció | Commons (més fotos) | Dades a WD                    |
| ------ | ----------------- | -------- | ------------ | ------- | ------------------------------------------------------------------- | --------- | ------------------- | ----------------------------- |
|        | Cova Fonda        | la Riba  | cova         |         | 41° 18′ 54″ N, 1° 10′ 44″ E / 41.3150203538429°N,1.17880572965089°E |           |                     | Modifica les dades a Wikidata |
|        | cova de l'Olivar  | la Riba  | cova         |         | 41° 18′ 42″ N, 1° 11′ 09″ E / 41.3117792465021°N,1.18574106802648°E |           |                     | Modifica les dades a Wikidata |
|        | cova de la Moneda | la Riba  | cova         |         | 41° 17′ 14″ N, 1° 04′ 20″ E / 41.287360409733°N,1.0721489594327°E   |           |                     | Modifica les dades a Wikidata |
|        | cova del Migdia   | la Riba  | cova         |         | 41° 17′ 39″ N, 1° 10′ 06″ E / 41.2940586353924°N,1.16846136109444°E |           |                     | Modifica les dades a Wikidata |

## curs d'aigua
| imatge | Nom        | Ubicat a                                      | instància de | Detalls                                               | coordenades                                                                                               | Protecció | Commons (més fotos)  | Dades a WD                    |
| ------ | ---------- | --------------------------------------------- | ------------ | ----------------------------------------------------- | --- | --------- | -------------------- | ----------------------------- |
|        | Francolí   | Conca de Barberà Alt Camp Tarragonès          | curs d'aigua | Desemboca: mar Mediterrània Llarg: 60km Conca: 838km² | 41° 23′ 56″ N, 1° 03′ 08″ E / 41.398944°N,1.052333°E 41° 06′ 24″ N, 1° 13′ 39″ E / 41.106639°N,1.227446°E |           | Francolí River       | Modifica les dades a Wikidata |
|        | el Brugent | Capafonts Mont-ral Montblanc Vilaverd la Riba | curs d'aigua | Desemboca: Francolí Llarg: 18km Conca: 69km²          | 41° 16′ 07″ N, 1° 03′ 09″ E / 41.268701°N,1.052608°E 41° 19′ 08″ N, 1° 10′ 49″ E / 41.318833°N,1.180164°E |           | Brugent del Francolí | Modifica les dades a Wikidata |

## edifici
| imatge | Nom                | Ubicat a | instància de | Detalls                     | coordenades                                                                  | Protecció                   | Commons (més fotos)        | Dades a WD                    |
| ------ | ------------------ | -------- | ------------ | --------------------------- | ---------------------------------------------------------------------------- | --------------------------- | -------------------------- | ----------------------------- |
|        | Fàbrica de paper   | la Riba  | edifici      | 20th century                | 41° 19′ 00″ N, 1° 10′ 29″ E / 41.316571°N,1.174713°E ca:C. Cardenal Gomà, 41 | bé cultural d'interès local | Fàbrica de paper (la Riba) | Modifica les dades a Wikidata |
|        | Molí Paperer       | la Riba  | edifici      |                             |                                                                              | bé cultural d'interès local |                            | Modifica les dades a Wikidata |
|        | Molí de Cal Basora | la Riba  | edifici      | Estil: arquitectura popular | 41° 19′ 07″ N, 1° 10′ 41″ E / 41.31865°N,1.17811°E                           | bé cultural d'interès local |                            | Modifica les dades a Wikidata |
|        | Molí del Racó      | la Riba  | edifici      | Estil: arquitectura popular | 41° 19′ 06″ N, 1° 10′ 40″ E / 41.31836°N,1.1777°E ca:Carrer Costa Baixa, 3   | bé cultural d'interès local |                            | Modifica les dades a Wikidata |

## entitat singular de població
| imatge | Nom           | Ubicat a | instància de                                   | Detalls | coordenades                                                                | Protecció | Commons (més fotos) | Dades a WD                    |
| ------ | ------------- | -------- | ---------------------------------------------- | ------- | -------------------------------------------------------------------------- | --------- | ------------------- | ----------------------------- |
|        | la Riba       | la Riba  | entitat singular de població capital municipal | 536 hab | 41° 19′ 11″ N, 1° 10′ 28″ E / 41.319722222222°N,1.1744444444444°E 294 msnm |           |                     | Modifica les dades a Wikidata |
|        | les Hortasses | la Riba  | entitat singular de població                   | 32 hab  | 41° 18′ 58″ N, 1° 10′ 05″ E / 41.31611111°N,1.16805556°E 360 msnm          |           |                     | Modifica les dades a Wikidata |

## església
| imatge | Nom                     | Ubicat a | instància de    | Detalls                         | coordenades                                                   | Protecció                   | Commons (més fotos)     | Dades a WD                    |
| ------ | ----------------------- | -------- | --------------- | ------------------------------- | ------------------------------------------------------------- | --------------------------- | ----------------------- | ----------------------------- |
|        | Mare de Déu de Gràcia   | la Riba  | església ermita |                                 | 41° 18′ 50″ N, 1° 09′ 33″ E / 41.313857°N,1.159213°E 397 msnm |                             |                         | Modifica les dades a Wikidata |
|        | Sant Nicolau de la Riba | la Riba  | església        | Estil: arquitectura neoclàssica | 41° 19′ 08″ N, 1° 10′ 41″ E / 41.318815°N,1.178004°E          | bé cultural d'interès local | Sant Nicolau de la Riba | Modifica les dades a Wikidata |

## font
| imatge | Nom                    | Ubicat a | instància de | Detalls            | coordenades                                                         | Protecció                   | Commons (més fotos) | Dades a WD                    |
| ------ | ---------------------- | -------- | ------------ | ------------------ | ------------------------------------------------------------------- | --------------------------- | ------------------- | ----------------------------- |
|        | font de Cal Sisquet    | la Riba  | font         | Estil: noucentisme | 41° 19′ 05″ N, 1° 10′ 44″ E / 41.318°N,1.17875°E                    | bé cultural d'interès local | Font de la Riba     | Modifica les dades a Wikidata |
|        | font de Pasqual        | la Riba  | font         |                    | 41° 18′ 41″ N, 1° 09′ 54″ E / 41.3113685744431°N,1.16495447308332°E |                             |                     | Modifica les dades a Wikidata |
|        | font del Bosc de Bessó | la Riba  | font         |                    | 41° 18′ 15″ N, 1° 10′ 28″ E / 41.3040710995344°N,1.17447597370478°E |                             |                     | Modifica les dades a Wikidata |

## masia
| imatge | Nom                       | Ubicat a | instància de | Detalls | coordenades                                                         | Protecció | Commons (més fotos) | Dades a WD                    |
| ------ | ------------------------- | -------- | ------------ | ------- | ------------------------------------------------------------------- | --------- | ------------------- | ----------------------------- |
|        | Besora                    | la Riba  | masia        |         | 41° 18′ 23″ N, 1° 10′ 46″ E / 41.3062825991656°N,1.1793236971648°E  |           |                     | Modifica les dades a Wikidata |
|        | Cal Pere Marí             | la Riba  | masia        |         | 41° 19′ 01″ N, 1° 10′ 15″ E / 41.3168283653869°N,1.17070311142847°E |           |                     | Modifica les dades a Wikidata |
|        | Mas de Cagabanyot         | la Riba  | masia        |         | 41° 18′ 16″ N, 1° 11′ 24″ E / 41.3044170047756°N,1.19010198121683°E |           |                     | Modifica les dades a Wikidata |
|        | Mas de Ferrer             | la Riba  | masia        |         | 41° 17′ 28″ N, 1° 10′ 29″ E / 41.2911398658865°N,1.17466942381028°E |           |                     | Modifica les dades a Wikidata |
|        | Mas de Peüller            | la Riba  | masia        |         | 41° 18′ 00″ N, 1° 10′ 51″ E / 41.2999292854066°N,1.18082623301994°E |           |                     | Modifica les dades a Wikidata |
|        | Mas de la Font de Pasqual | la Riba  | masia        |         | 41° 18′ 40″ N, 1° 09′ 51″ E / 41.3111761322559°N,1.16418338425118°E |           |                     | Modifica les dades a Wikidata |
|        | Mas del Puig de Marc      | la Riba  | masia        |         | 41° 18′ 14″ N, 1° 09′ 54″ E / 41.3038107619742°N,1.16490365693866°E |           |                     | Modifica les dades a Wikidata |
|        | Mas del Sant Pare         | la Riba  | masia        |         | 41° 18′ 20″ N, 1° 11′ 33″ E / 41.3054441463303°N,1.19241477630586°E |           |                     | Modifica les dades a Wikidata |
|        | Mas del Toio              | la Riba  | masia        |         | 41° 18′ 20″ N, 1° 10′ 47″ E / 41.3056059110227°N,1.17982032462969°E |           |                     | Modifica les dades a Wikidata |
|        | Mas del Vent              | la Riba  | masia        |         | 41° 19′ 09″ N, 1° 10′ 27″ E / 41.3192870211302°N,1.17408715310711°E |           |                     | Modifica les dades a Wikidata |
|        | Masia del Morero          | la Riba  | masia        |         | 41° 18′ 52″ N, 1° 10′ 38″ E / 41.3145731920608°N,1.1773009632438°E  |           |                     | Modifica les dades a Wikidata |
|        | Masia del Santo           | la Riba  | masia        |         | 41° 18′ 56″ N, 1° 10′ 36″ E / 41.315561003888°N,1.17654468391767°E  |           |                     | Modifica les dades a Wikidata |
|        | la Ràpita                 | la Riba  | masia        |         | 41° 18′ 54″ N, 1° 10′ 51″ E / 41.3150530315509°N,1.18087159480773°E |           |                     | Modifica les dades a Wikidata |

## muntanya
| imatge | Nom             | Ubicat a                | instància de | Detalls | coordenades                                                            | Protecció | Commons (més fotos) | Dades a WD                    |
| ------ | --------------- | ----------------------- | ------------ | ------- | ---------------------------------------------------------------------- | --------- | ------------------- | ----------------------------- |
|        | Puigcabrer      | Montblanc Valls la Riba | muntanya     |         | 41° 18′ 55″ N, 1° 11′ 29″ E / 41.3153344091°N,1.19129326727°E 524 msnm |           | Puigcabrer          | Modifica les dades a Wikidata |
|        | els Tres Pilars | la Riba                 | muntanya     |         | 41° 18′ 32″ N, 1° 09′ 19″ E / 41.3089°N,1.15519°E 505.2 msnm           |           | Els Tres Pilars     | Modifica les dades a Wikidata |

## pont
| imatge | Nom                 | Ubicat a | instància de | Detalls                                                                                             | coordenades                                                         | Protecció                   | Commons (més fotos) | Dades a WD                    |
| ------ | ------------------- | -------- | ------------ | --------------------------------------------------------------------------------------------------- | ------------------------------------------------------------------- | --------------------------- | ------------------- | ----------------------------- |
|        | Pont de Cal Cisquet | la Riba  | pont         | Estil: arquitectura popular Travessa: Francolí                                                      | 41° 19′ 04″ N, 1° 10′ 44″ E / 41.317864°N,1.179014°E                | bé cultural d'interès local | Pont de la Riba     | Modifica les dades a Wikidata |
|        | Pont de Ferro       | la Riba  | pont         | | 41° 15′ 03″ N, 1° 11′ 03″ E / 41.2507327834508°N,1.18430454155655°E |                             |                     | Modifica les dades a Wikidata |
|        | Pont de l'Estret    | la Riba  | pont         | Estil: arquitectura del ferro 19th century Travessa: Francolí Hi passa: línia Tarragona-Reus-Lleida | 41° 19′ 13″ N, 1° 10′ 58″ E / 41.3202°N,1.18277°E                   | bé cultural d'interès local | Pont de l'Estret    | Modifica les dades a Wikidata |

## serra
| imatge | Nom               | Ubicat a        | instància de | Detalls | coordenades                                                       | Protecció | Commons (més fotos)  | Dades a WD                    |
| ------ | ----------------- | --------------- | ------------ | ------- | ----------------------------------------------------------------- | --------- | -------------------- | ----------------------------- |
|        | Serra Gran        | Alcover la Riba | serra        |         | 41° 17′ 51″ N, 1° 09′ 54″ E / 41.29751944°N,1.16491389°E 723 msnm |           | Serra Gran (Alcover) | Modifica les dades a Wikidata |
|        | Serra de la Bruna | la Riba         | serra        |         | 41° 18′ 43″ N, 1° 09′ 29″ E / 41.312°N,1.15817°E 512.1 msnm       |           |                      | Modifica les dades a Wikidata |
|        | serra del Mig     | la Riba         | serra        |         | 41° 18′ 11″ N, 1° 10′ 47″ E / 41.303°N,1.17983°E 690 msnm         |           |                      | Modifica les dades a Wikidata |

## Misc
| imatge | Nom                          | Ubicat a          | instància de                   | Detalls                                                             | coordenades                                                                       | Protecció                                            | Commons (més fotos)  | Dades a WD                    |
| ------ | ---------------------------- | ----------------- | ------------------------------ | ------------------------------------------------------------------- | --------------------------------------------------------------------------------- | ---------------------------------------------------- | -------------------- | ----------------------------- |
|        | Casa Josep Serra             | la Riba           | casa                           | Arquitecte: Francesc Adell Ferré Estil: arquitectura eclèctica 1949 | 41° 19′ 06″ N, 1° 10′ 40″ E / 41.3183°N,1.17785°E ca:Plaça Major, 3               | bé cultural d'interès local                          | Casa Josep Serra     | Modifica les dades a Wikidata |
|        | Castell d'en Dalmau          | la Riba           | castell edifici històric       |                                                                     | 41° 18′ 29″ N, 1° 09′ 37″ E / 41.3080977345243°N,1.16036362350997°E               |                                                      |                      | Modifica les dades a Wikidata |
|        | Conjunt de Molins de la Riba | la Riba           | molí d'aigua                   |                                                                     | 41° 18′ 56″ N, 1° 10′ 53″ E / 41.3154940564005°N,1.18142082680264°E               |                                                      |                      | Modifica les dades a Wikidata |
|        | Estació de la Riba           | la Riba           | estació de ferrocarril edifici |                                                                     | 41° 19′ 07″ N, 1° 10′ 53″ E / 41.31847222222222°N,1.1813055555555556°E            |                                                      |                      | Modifica les dades a Wikidata |
|        | Fou de Balet                 | la Riba           | abric rocós                    |                                                                     | 41° 18′ 36″ N, 1° 09′ 18″ E / 41.3101364374668°N,1.1549307046219°E                |                                                      |                      | Modifica les dades a Wikidata |
|        | Toll de l'Esqueix            | Montblanc la Riba | indret                         |                                                                     | 41° 18′ 22″ N, 1° 07′ 08″ E / 41.30623°N,1.119017°E                               |                                                      | Toll de l'Esqueix    | Modifica les dades a Wikidata |
|        | Torre del Petrol             | la Riba           | torre de sentinella            |                                                                     | 41° 18′ 54″ N, 1° 11′ 28″ E / 41.315°N,1.1911111°E ca:Cim del Puigcabrer 524 msnm | bé d'interès cultural bé cultural d'interès nacional | Torre del Petrol     | Modifica les dades a Wikidata |
|        | casa de la vila de la Riba   | la Riba           | casa consistorial              |                                                                     | 41° 19′ 06″ N, 1° 10′ 40″ E / 41.3183528°N,1.1779088°E                            |                                                      | Town hall of la Riba | Modifica les dades a Wikidata |